# Medina
|  | Per a altres significats, vegeu «Medina (desambiguació)». |

Medina (àrab: المدينة, al-Madīna), o, segons el seu nom oficial, al-Madina al-Munàwwara (en àrab المدينة المنورة, al-Madīna al Munawwara, literalment ‘la Ciutat Il·luminada’), també anomenada Madínat an-Nabí (àrab: مدينة ﺍﻟﻨﺒﻲ, Madīnat an-Nabī, ‘la Ciutat del Profeta’) o Madínat Rassul Al·lah (àrab: مدينة رسول الله, Madīnat Rasūl Allāh, ‘la Ciutat del Missatger de Déu’), és una ciutat de la regió de l'Hijaz, a l'Aràbia Saudita, capital de la província d'Al-Madina.
Hi ha la tomba de Muhàmmad, profeta de l'islam, i és la segona ciutat santa d'aquesta religió després de la Meca.
A l'època preislàmica, els arabs l'anomenaven Yàthrib (àrab: يثرب, Yaṯrib). Claudi Ptolemeu l'anomena Lathrippa (grec antic: Λαθριππα). Muhàmmad li donà el títol de Tayba (‘Perfumada’) i els omeies li deien al-Khabitha (‘la Bruta’). La denominació de «Medina», emperò, sorgeix poc abans del naixement de l'islam, la ciutat va ser batejada com a «Medina» pels arameus, i de seguida en varen manllevar la denominació els jueus, i dels jueus la manllevaren els àrabs, així «Medina» és una paraula d'origen arameu, l'arrel de medina aramea-hebrea és din, ‘llei’, i la medina en tots dos idiomes denota un lloc en el qual s'aplica un cos de llei o sistema legal determinat, és a dir, una àrea de jurisdicció política. La diferència és, però, que en hebreu aquesta àrea és gran, mentre que en arameu es limita a una ciutat.

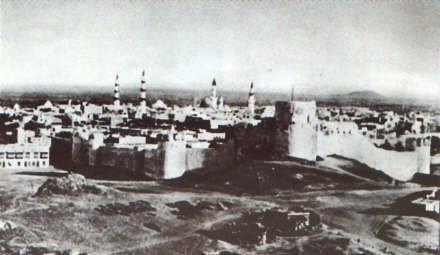
Medina el 1890

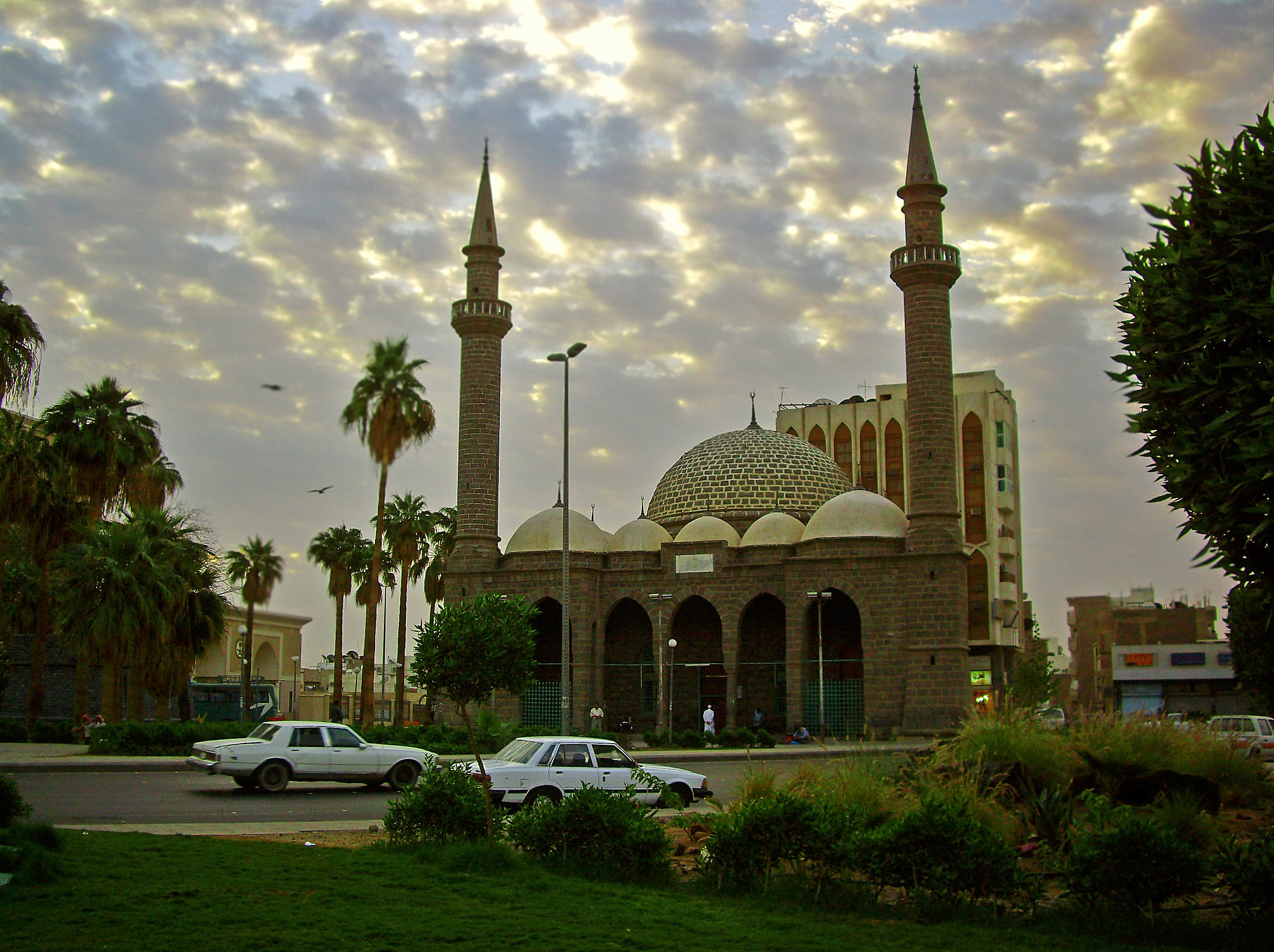
Mesquita

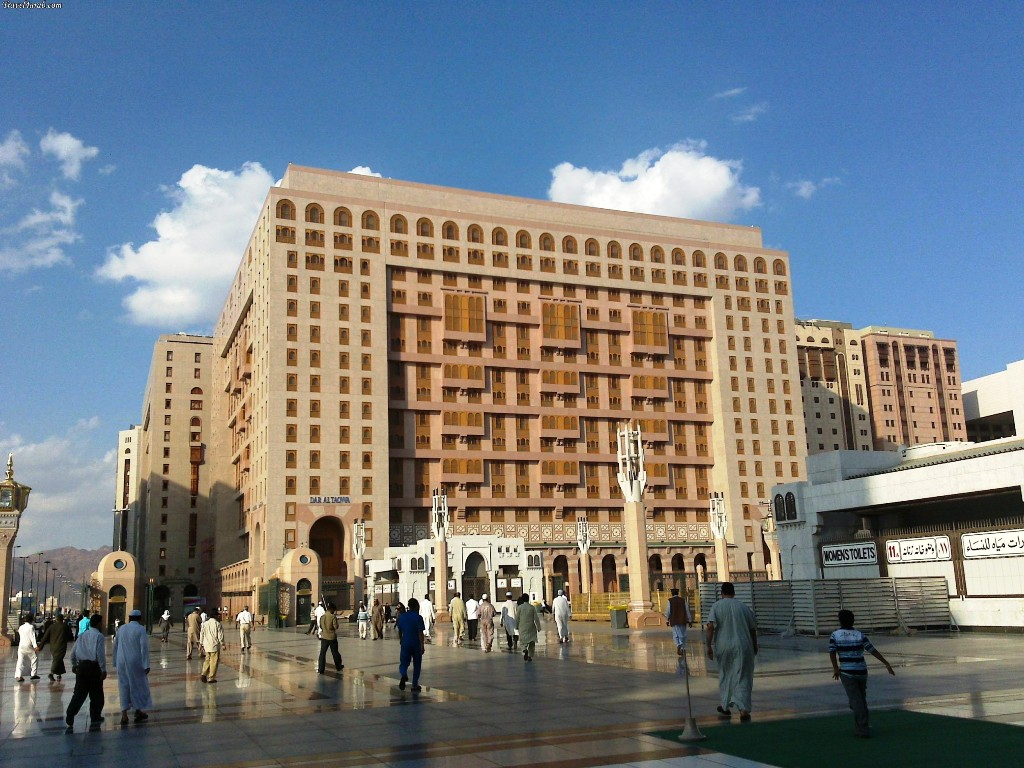
Edificis al centre

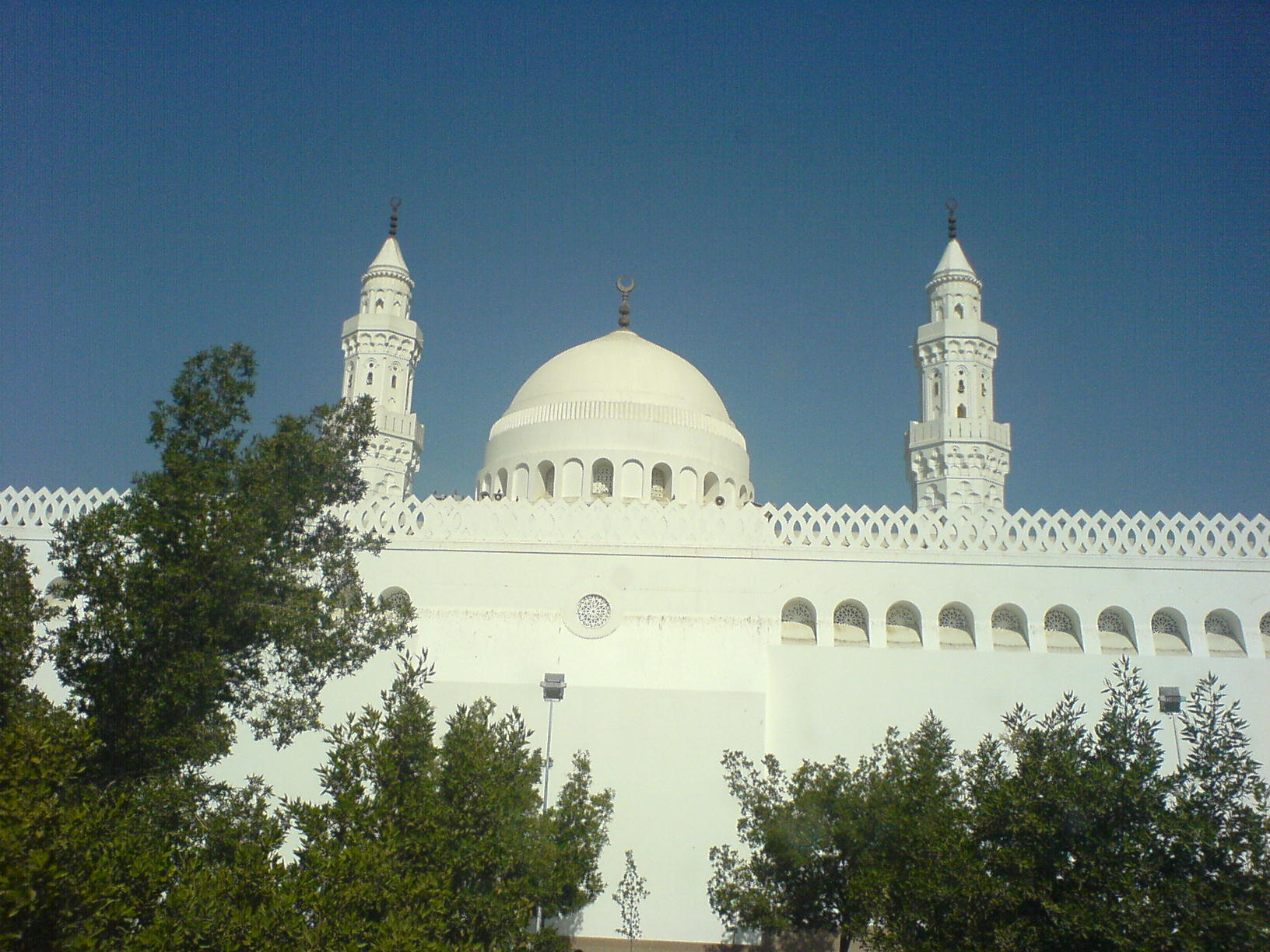
Mesquita al-Qiblatain

És a 160 km de la costa de la mar Roja i a 350 km al nord de la Meca, i es va desenvolupar sobre un oasi entre les muntanyes Udud (al nord) i Ayr (al sud). Els uadis de la zona només porten aigua quan plou, però la capa freàtica és rica i abunden els pous. Quan plou molt, la part central, al-Munakha, es converteix en un llac i se sap que en alguns moments històrics la pluja va amenaçar l'estabilitat dels edificis (734 i 772).
El cens del 2004 donava una població al municipi de 994.175 habitants, dels quals 919.838 habiten a la mateixa ciutat i la resta a l'àrea urbana de la municipalitat. El 2006, tenia una població a l'entorn del milió d'habitants, la quarta del país després d'Al-Riyad, Jiddah i la Meca. La població el 2010 és d'1.102.728 habitants.

## Demografia
- 1814: entre 16.000 i 18.000 habitants
- 1853: entre 16.000 i 20.000 habitants
- 1877. 20.000
- 1908: 30.000[4]
- 1925: 5.000
- 1930: 15.000
- 1940: 20.000
- 1950: 40.000
- 1962 (cens): 71.998
- 1968: 90.000
- 1970: 112.000
- 1972: 137.000
- 1974 (cens): 198.186
- 1976: 150.000
- 1983: 200.000
- 1992 (cens): 608.295
- 2000: per sota de 800.000[5]

## Història
Yathrib era el nom d'una part de l'oasi i el nom de Medina, de fet, no apareix mai abans del profeta, però no se sap si deriva de dir-li "Madīnatu an-Nabi" (la 'Vila del Profeta'). Era un conjunt d'establiment dispersos que es barrejaven amb palmerars i camps cultivats. Hi havia diversos forts que servien com a defensa, es diu que fins a uns 200. La ciutat estava inicialment habitada per àrabs. Quan s'hi van establir els jueus és incert. Sembla que alguns van venir de Palestina com a refugiats, potser després de la revolta de Bar Kokhba i d'altres foren àrabs conversos. Els jueus es van casar amb àrabs i, com que els costums dels dos pobles eren similars, hi va haver una simbiosi; encara que una agricultura primitiva ja es practicava, foren els jueus els que van introduir les tècniques agrícoles per als dàtils i els cereals, no sols a Yathrib sinó també a Khaybar i en altres oasis. Els jueus hi van agafar una posició hegemònica. Els tres principals clans jueus eren els Kurayza o Banu Quraydha, els al-Nadir i els Kaynuka o Banu Kaynuka; els dues primeres dominaven les terres més fèrtils i el tercer no tenia terres, però eren ferrers, orfebres i artesans i tenien gran activitat comercial. S'esmenten una dotzena més de clans jueus.
La dominació dels jueus es va acabar amb l'arribada de les tribus àrabs dels aws i els khàzrajs (col·lectivament anomenats com a Banu Kayla). Aquestes tribus haurien abandonat el Iemen quan es va trencar el dic de Marib i es van posar sota protecció de tribus jueves, quedant en posició subordinada. Un cap del grup àrab de religió jueva dels Thalaba tenia dret sobre les dones d'aquestes tribus al ius primae noctis i això va acabar provocant la revolta de Màlik ibn al-Ajlan del clan Awi dels khàzrajs, que es va fer independent; després, amb el suport d'un cap que podria ser ghassànida o sud-aràbic, altres clans dels aws i els khàzrajs es van fer independents dels jueus. Es diu, fins i tot, que aquests van acabar sotmesos als àrabs, però els relats històrics són molt foscos i la realitat coneguda no confirma aquesta possibilitat; els jueus van esdevenir més febles, però van conservar les millors terres; la seva religió, això no obstant, no era un element que garantís la unió i els clans jueus estaven en un o altre bàndol polític i donaren suport a una o altra facció àrab. Els àrabs que havien estat judaïtzats van tenir tendència a reintegrar-se en els clans àrabs. Els diversos clans de Medina es van enfrontar durant els 50 anys abans del profeta en una lluita entre si, segons sembla, per les terres. Aquests conflictes van portar a combats anomenats guerres: la primera entre els Amr ibn Abi i els Salim, després en van seguir quatre més i llavors va seguir la guerra d'Hatib, la més sagnant, que va culminar en la Batalla de Buath vers el 617. La major part dels clans dels aws van anar manats per Hudayr ibn Simak i la major part dels khàzrajs estaven manats per Amr al-Numan de Bayada. Els clans jueus Kurayza i al-Nadir van donar suport a Hudayr a causa del fet que Amr havia matat uns ostatges que li havien enviat; alguns clans àrabs van restar neutrals. La batalla no va tenir resultat decisiu i els dos caps hi van morir; es van parar els combats, però no es va acordar la pau.
Els dos clans adoraven la deessa Manat, que tenia el santuari entre Medina i la Meca. La societat estava evolucionant cap al monoteisme. A Yathrib, s'havia sentit parlar de les predicacions de Mahoma. El 620, sis khazrajites s'havien fet musulmans i en el pelegrinatge del 621 aquests sis es van emportar 12 homes (dos aws) que es van convertir i van prometre protegir Mahoma en l'anomenat primer jurament d'al-Aqaba (o jurament de les Dones). El 622, es van convertir 73 homes i 2 dones de la ciutat i van fer el pelegrinatge i van repetir les promeses de protecció en el segon jurament d'al-Aqaba o jurament de la Guerra (bayt al-harb). Sobre la base d'aquestes promeses, 70 ciutadans de la Meca musulmans van emigrar (hijra) a Medina amb les seves famílies. Mahoma i Abu-Bakr foren els darrers a arribar a Kuba, al sud de l'oasi, el 24 de setembre del 622, quan comença l'era islàmica. Els emigrats (muhajirun) de la Meca van ser rebuts en hospitalitat a Medina i el mateix Mahoma va acceptar una de les propostes d'hospitalitat; Mahoma va deixar al seu camell l'elecció, i aquest es va aturar en una terra que pertanyia a dos orfes; va comprar la terra i al damunt va construir la mesquita i la seva llar. Per mantenir la igualtat entre clans, Mahoma no va agafar esposa medinenca.
Llavors fou quan els musulmans de Medina es van organitzar sota una constitució que els declarava umma ('comunitat'), segons la idea de confederació entre els àrabs; els membres eren 5 clans khàzrajs, 3 aws, els refugiats de la Meca. Els jueus gaudien del dret de practicar la seva religió. Els idòlatres i no creients eren admesos a la confederació però amb drets reduïts; Mahoma fou reconegut com a profeta, però no va rebre poders especials, si bé resolia els litigis; no podia donar ordres sense consultar els caps dels clans; però més tard (vers 627-630) va gaudir d'una autoritat indiscutible. Les tribus convertides foren admeses a l'umma. Els aws i els khàzjars, com a primers aliats dels musulmans, foren anomenats ansars ('auxiliars'),
Entre el 622 (hègira) i el 632, es van fer més de 70 expedicions o ràtzies portades per unes dotzenes de guerrers, i fins a trenta mil. Primer només hi participaven els emigrats de la Meca, però en l'expedició de 624 que va portar a la batalla de Badr tres quarts dels expedicionaris eren medinesos. Després de la victòria, els musulmans medinesos es van unir estretament al profeta, però els munafikin ('hipòcrites') s'hi van oposar. El 625, els musulmans de la Meca van envair l'oasi i els medinesos van patir fortes pèrdues. Els jueus s'oposaven a Mahoma i el clan dels Kaynuka fou expulsat de la ciutat el 624 i el d'al-Nadir el 625, per haver criticat l'Alcorà i posar en perill la situació de Mahoma com a profeta. El 627, els mequesos i els seus aliats intentaren assetjar Medina. Homes del clan jueu dels Kurayza foren executats i les dones i nens foren venuts com a esclaus el 627 per haver conspirat amb les autoritats de la Meca durant el setge. En endavant, els nòmades que es convertien foren inclosos entre els muhajirun, reforçant la posició de Mahoma enfront dels ansars. El 630, fou presa la Meca i els notables mequesos van adherir-se a l'islam. L'oposició dels muhajirun s'havia afeblit, si bé el 630 va sorgir un grup nou d'aquests i durant l'expedició a Tabuk es va descobrir un complot contra la vida de Mahoma, que va fracassar. En aquest temps, es va acabar la mesquita al-Dirar (de 'la Dissensió') a la part sud de l'oasi, però Mahoma la va fer demolir perquè sospitava que seria un focus de complots contra ell.
Mahoma va sortir per darrer cop de Medina el març del 632 per fer el pelegrinatge. Dos mesos després, es va posar malalt i va deixar de passar les nits una amb cada dona, i es quedà de manera permanent amb Àïxa, fins que es va morir el 8 de juny del 632. Va ser enterrat al mateix lloc. No havia deixat cap instrucció per a la seva successió, però havia encarregat a Abu Bakr de dirigir la pregària pública. Els ansars es van reunir a la sala dels Banu Saida i van nomenar cap el khazrají Sad ibn Ubada, però Úmar i Abu-Bakr es van presentar a la sala (safika) i els van convèncer que només un quraixita podria ser admès per tothom com a dirigent de l'umma, i van designar Abu-Bakr, que va agafar el títol de «califa (khalifa, ‘delegat’) de l'enviat de Déu».
Abui Bakr va residir a Medina i va continuar enviant expedicions al nord, però els dos anys del seu califat els va ocupar principalment a reprimir les revoltes quan diverses tribus van fer apostasia. Aquestes lluites foren anomenades guerres de la Ridda. Els califes Úmar (634-644) i Uthman (644-656) van residir també a Medina, que va restar la capital de l'imperi. L'assassinat d'Uthman a la ciutat, sense guàrdia per a defensar-lo, va alertar sobre el fet que no era la capital adequada. El nou califa Alí ibn Abi-Tàlib fou designat a Medina, però no fou ben acceptat a les províncies: Síria donava suport al seu governador Muàwiya i la Meca i Bàssora el van donar a Talha i az-Zubayr.
Ali va decidir abandonar la Meca i es va establir a l'Iraq, a Kufa (octubre del 656). Després del triomf de Muàwiya I el 661, la capital fou Damasc. Medina va quedar allunyada del centre de decisió política. Hàssan ibn Alí, el fill d'Alí ibn Abi-Tàlib, després de renunciar al califat, es va establir a la ciutat (661). A Medina, foren portats els fills i esposes de Hussayn ibn Alí després de la seva mort a Karbala. Un altre fill d'Ali, Muhàmmad ibn al-Hanafiyya va viure tranquil·lament a Medina. Hi vivia també una part de la família omeia (parents llunyans de la branca governant) i s'hi van establir alguns quraixites de la Meca.
El 680, la pujada al poder de Yazid I com a successor del seu pare Muàwiya va desagradar a molts notables de Medina, una part dels quals era partidària d'Abd-Al·lah ibn az-Zubayr, que a la Meca estava organitzant l'oposició als omeies. Una bona part dels musulmans de Medina, dirigits per Abd-Al·lah ibn Hàndhala, van refusar el jurament de lleialtat a Yezid i van expulsar un miler de partidaris dels omeies cap al barri controlat per Marwan ibn al-Hàkam, que era el cap de la família omeia a la ciutat. Yazid va enviar un exèrcit d'uns milers de soldats sirians manats per Múslim ibn Uqba; els omeies medinesos foren autoritzats a sortir de la ciutat per anar a Síria; l'exèrcit sirià va acampar a Harra, al nord-est de Medina, i va convidar els rebels a la submissió, però aquests els van atacar i foren derrotats en l'anomenada Batalla de la Harra. Medina fou saquejada pels sirians durant tres dies.
El 747, els ibadites del Iemen van enviar a l'Hedjaz un contingent que va derrotar el governador de Medina i va ocupar la ciutat durant tres mesos, però foren derrotats i expulsats per un exèrcit enviat des de Síria.
Després de la pujada dels abbàssides, Medina fou centre d'una primera revolta hasanita dirigida per Muhàmmad an-Nafs az-Zakiyya el 762, que fou de curta durada, i una segona de Hussayn ibn Alí, conegut com el sàhib Fakkh, el 786, també liquidada ràpidament. L'escola jurídica de Medina va florir especialment amb Màlik ibn Anas (+795), fundador dels quatre sistemes jurídics dels sunnites.
El 845, el general turc Bugha al-Kabir va derrotar les tribus nòmades dels Sulaym i els Hilal, que feien actes de pillatge a la regió; els nòmades presoners es van escapar el 847, però els ciutadans de Medina els van matar. El 974, el buwàyhida Àdud-ad-Dawla va fer construir un mur a l'entorn de la part central de la ciutat, davant una eventual amenaça fatimita. El 1145, aquest mur fou restaurat per un visir zengita, però el 1162 Nur-ad-Din en va fer construir un de nou més extens amb torres i portes. El 1203, va esclatar un conflicte entre el governador de Medina i el de la Meca, però finalment es va arribar a un acord després d'un primer i únic combat. El 1256, es van produir uns terratrèmols i una explosió volcànica; un riu de lava va amenaçar la ciutat, però finalment es va desviar i no va afectar la ciutat.
Ja sota domini otomà, Solimà I el Magnífic (1520-1566) va construir unes muralles de basalt i granit de 12 metres amb una rasa; també va construir un aqüeducte que portava aigua a la ciutat. El 1804, fou ocupada pels wahhabites i es van emportar els tresors de la tomba de Mahoma, la visita a la qual fou prohibida. El 1813 fou reconquerida pels egipcis manats per Tusun, fill de Muhammad Ali, al servei del govern otomà. El 1815, el wahhabita Abd Allah ibn Saud va reconèixer la sobirania otomana sobre les ciutats santes de l'Hedjaz. Les muralles foren ampliades pel soldà Abdülâziz (1861-1876).
El 1908, el govern otomà va construir el ferrocarril de Damasc a Medina destinat als pelegrins però amb importància militar. Quan el gran xèrif de la Meca, Hussein ibn Ali, es va revoltar el novembre de 1916, la via fèrria fou repetidament atacada. Les tropes otomanes manades per Fakhri Pasha van restar a Medina fins després de l'armistici de Mudros, el 31 d'octubre de 1918, i els 9.800 soldats de la guarnició no es van rendir fins al 10 de gener de 1919.
L'emir de l'Hedjaz, Hussein va agafar el títol de rei; el 1924, quan es va proclamar la república a Turquia i fou abolit el califat, Hussein es va proclamar califa, trobant l'oposició de molts musulmans. Ibn Saud del Nedjd va envair Hedjaz l'agost de 1924. Hussein va abdicar en el seu fill Ali, però aquest va haver d'abandonar Hedjaz el gener de 1926, i Ibn Saud va esdevenir rei de l'Hedjaz i del Nedjd. Medina va passar als saudites. Vegeu: conquesta saudita de la Meca.
Va tenir un desenvolupament extraordinari a partir del 1960. Al segle xxi, ha absorbit diversos nuclis habitats perifèrics dins la municipalitat (creada pels otomans) i la població ha passat del milió d'habitants.

## Emirs
No hi ha dades oficials sobre els emirs que han governat Medina sota domini saudita. Els coneguts en són:
- Ibrahim ibn Salim ibn Subban 1926-1932
- Abd al-Azis ibn Ibrahim 1932-1936
- Abd Allah al-Sudayri 1936-?
- Muhammad ibn Abd al-Aziz 1952-? (príncep)
- Abd al-Muhsun ibn Abd al-Aziz 1981-? (príncep)

## Clima
| Paràmetres climàtics mitjans de   | Paràmetres climàtics mitjans de | Paràmetres climàtics mitjans de | Paràmetres climàtics mitjans de | Paràmetres climàtics mitjans de | Paràmetres climàtics mitjans de | Paràmetres climàtics mitjans de | Paràmetres climàtics mitjans de | Paràmetres climàtics mitjans de | Paràmetres climàtics mitjans de | Paràmetres climàtics mitjans de | Paràmetres climàtics mitjans de | Paràmetres climàtics mitjans de | Paràmetres climàtics mitjans de |
| Mes                               | Gen.                            | Feb.                            | Mar.                            | Abr.                            | Mai.                            | Jun.                            | Jul.                            | Ago.                            | Set.                            | Oct.                            | Nov.                            | Des.                            | Anual                           |
| --------------------------------- | ------------------------------- | ------------------------------- | ------------------------------- | ------------------------------- | ------------------------------- | ------------------------------- | ------------------------------- | ------------------------------- | ------------------------------- | ------------------------------- | ------------------------------- | ------------------------------- | ------------------------------- |
| Temperatura diària màxima °C (°F) | 28 (82,4)                       | 30 (86)                         | 35 (95)                         | 38 (100,4)                      | 42 (107,6)                      | 44 (111,2)                      | 44 (111,2)                      | 44 (111,2)                      | 43 (109,4)                      | 39 (102,2)                      | 33 (91,4)                       | 29 (84,2)                       | 37,5 (99,5)                     |
| Temperatura diària mínima °C (°F) | 8 (46,4)                        | 10 (50)                         | 12 (53,6)                       | 15 (59)                         | 20 (68)                         | 25 (77)                         | 25 (77)                         | 26 (78,8)                       | 24 (75,2)                       | 19 (66,2)                       | 13 (55,4)                       | 9 (48,2)                        | 19 (66,2)                       |
| Precipitació total mm (polzades)  | 8 (0,3)                         | 1 (0)                           | 4 (0,2)                         | 5 (0,2)                         | 4 (0,2)                         | 0 (0)                           | 0 (0)                           | 0 (0)                           | 0 (0)                           | 1 (0)                           | 10 (0,4)                        | 4 (0,2)                         | 37 (1,5)                        |
| Font: www.weatherbase.com         |                                 |                                 |                                 |                                 |                                 |                                 |                                 |                                 |                                 |                                 |                                 |                                 |                                 |

## Persones il·lustres
- Ibn Harma